# بارتي في حارتي (فلم)
بارتي في حارتي هو فيلم مصري عرض عام 2016، بطولة محمد لطفي ودينا وأمينة وصلاح عبد الله ودياب.
تاريخ عرض الفيلم يوافق عيد الفطر لسنة 1437 هـ.

## قصة الفيلم
تدور أحداث الفيلم في إطار كوميدي في إحدى الحارات الشعبية، حيث يمتلك أحد سكانها وهو شومان (محمد لطفي) قدرات خارقة، والتي ورثها من والده البطل الخارق آيرون مان، وتستغل قدراته الخارقة من قبل عضو بإحدى العصابات (دياب) لأجل حمايته ولأجل سرقة أموال من إحدى الملاهي الليلية.

## طاقم التمثيل
- محمد لطفي
- دينا
- أمينة
- صلاح عبد الله
- دياب
- رانيا ملاح
- إيمان السيد
- عمرو عبد العزيز
- شريف باهر
- حمادة بركات
- محمود غريب
- مصطفى يوسف
- عبد الله مشرف
- رضا إدريس
- تامر ضيائي
- عادل الفار
- رضا حامد
- رنا سماحة
- نادية العراقية
- محمد الفخراني

## وصلات خارجية
- صفحة الفيلم على موقع السينما